# Bataille de Zouerate (août 1977)
Pour les articles homonymes, voir Bataille de Zouerate.
Guerre du Sahara occidental
Batailles
La bataille de Zouérate a lieu le 19 août 1977. Les forces du Front Polisario attaquent la cité minière de Zouerate en Mauritanie. Les troupes mauritaniennes et marocaines repoussent les assaillants.

## Déroulement
Le 19 août 1977, la garnison marocaine présente à Zouerate depuis le 18 juillet pour protéger le poumon économique de la Mauritanie, dans le cadre d'une convention d'assistance mutuelle, effectue des tirs d'essai, et envoie sans le savoir des obus sur des polisariens se cachant aux environs de la ville. Se croyant découvert, une colonne de 40 à 60 véhicules déclenche la bataille et attaque un poste de protection situé à une vingtaine de kilomètres au nord de Zouerate. Les combattants polisariens sont repoussés par les forces mauritaniennes et marocaines, et subissent de lourdes pertes.

## Bilan et conséquences
D'après Nouakchott, 4 soldats mauritaniens ont été tués et 14 autres ont été blessés tandis que 17 combattants du Polisario ont été tués.